# Neuf de Little Rock

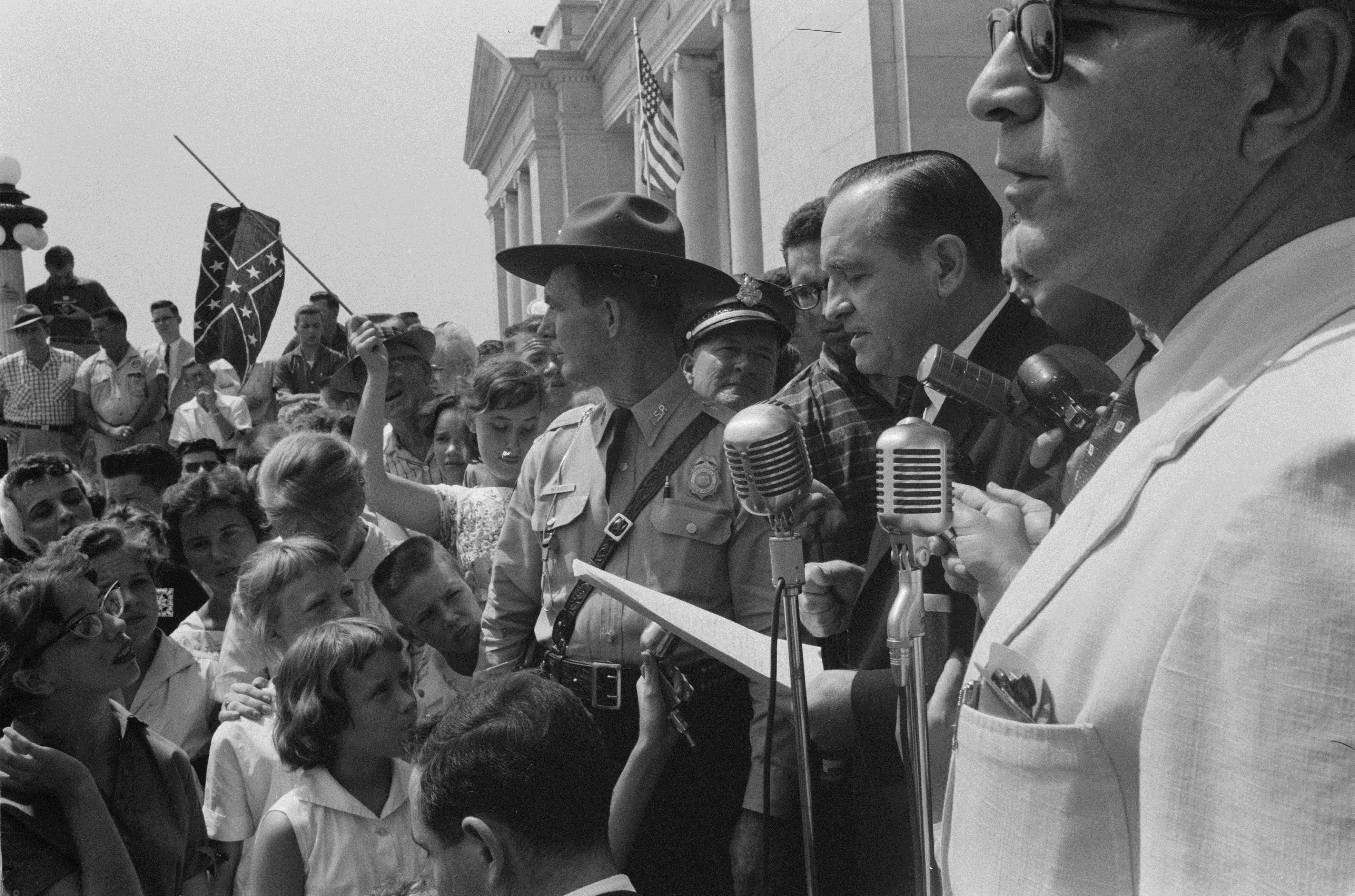
Manifestations des partisans de la ségrégation raciale à Little Rock en 1959, à l'écoute d'un discours du gouverneur Orval Faubus protestant, devant le Capitole, contre l'intégration de 9 élèves noirs au lycée central de la ville.

Les Neuf de Little Rock est une expression qui désigne une crise concernant un groupe de neuf élèves afro-américains (six filles et trois garçons) qui après s'être inscrits à la Little Rock Central High School, furent empêchés d'étudier par les autorités de l'Arkansas dont le gouverneur de l'Arkansas, Orval Faubus voulant maintenir les lois ségrégationnistes issues de l'arrêt Plessy v. Ferguson de 1896. 
Autorités rebelles à l'arrêt Brown et al. v. Board of Education of Topeka et al de la Cour suprême des États-Unis rendu le 17 mai 1954 mettant fin à la ségrégation raciale dans l'enseignement public. La crise sera telle, qu'il aura fallu que le président des États-Unis Dwight D. Eisenhower fasse intervenir l'armée pour y mettre fin et que le droit soit appliqué.
Cette crise est considérée comme l'un des événements marquants du mouvement américain des droits civiques. Elle fut une confrontation entre le pouvoir de l'État de l'Arkansas voulant perpétuer la ségrégation et la volonté du gouvernement fédéral d'y mettre fin.

## Historique

### Le contexte

#### L'arrêt Brown du 17 mai 1954

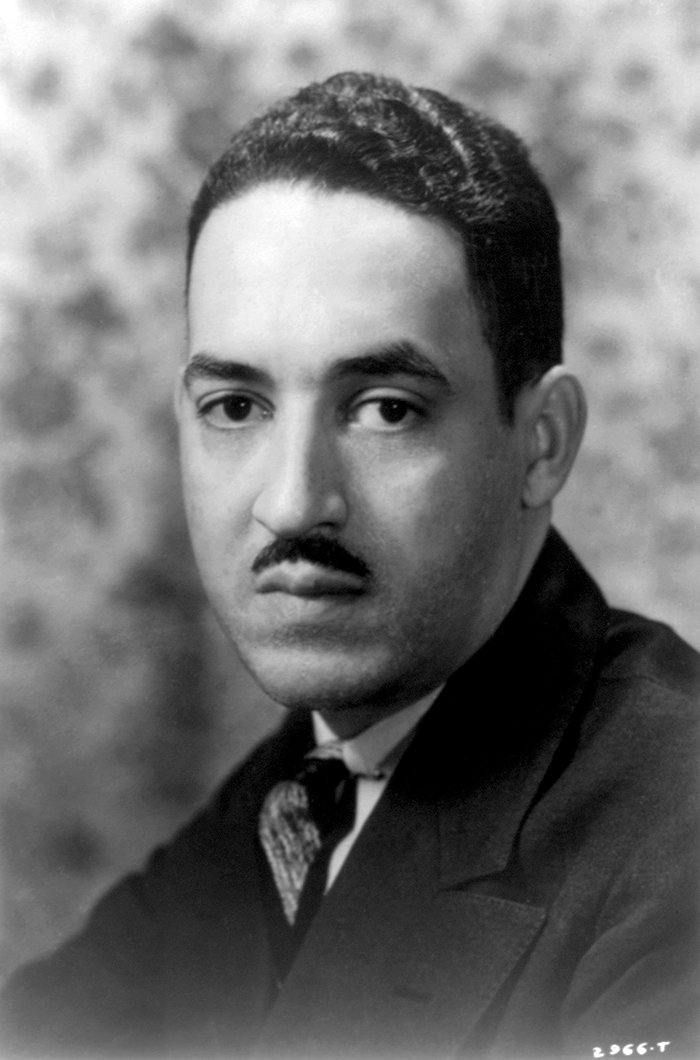
Thurgood Marshall.

En 1950, la situation de la ségrégation scolaire est disparate, 17 États ont des lois établissant la ségrégation scolaire, 16 États ont aboli la ségrégation scolaire, les autres États ont des lois qui soit n'en parlent pas, soit de tolérance d'un système ségrégué. La question qui se pose est : quels États ont des lois conformes à la Constitution ? Thurgood Marshall, le dirigeant du NAACP Legal Defense and Educational Fund (en) (LDF) de la National Association for the Advancement of Colored People (NAACP), va étudier la contradiction pour faire sauter le verrou de la ségrégation instauré par l'arrêt Plessis v. Ferguson, en s'emparant d'un cas qu'il pourra soumettre à la Cour suprême prolongeant ses actions contre la ségrégation au sein des universités. Thurgood Marshall et les juristes de la LDF lancent un appel à toutes les sections de la NAACP pour les alerter s'ils ont un cas de ségrégation et de leur en faire part.
De 1952 à 1953, plusieurs cas remontent, parmi ceux-ci, plusieurs cas vont être agrégés au cas Brown v. Board of Education qui sera présenté à la Cour suprême, : les cas Bulah v. Gebhart et Belton v. Gebhart, Davis v. Prince Edward County, Briggs v. Elliott, Brown v. Board of Education of Topeka et le cas Bolling v. Sharpe. La NAACP va agréger ces cas pour montrer les contradictions entre les lois hérités de l'arrêt Plessis v. Ferguson et la Constitution. Charles Hamilton Houston et Thurgood Marshall, deux grands avocats de la NAACP, vont lier ces cinq cas en un seul sous le nom de Brown et al. v. Board of Education of Topeka et al qui est déposé auprès de la Cour suprême. Le cas est plaidé par Thurgood Marshall et James Nabrit le 9 décembre 1952 en faisant valoir les points suivants :
- Que dans chacun des cas, des enfants afro-américains s'étaient vu refuser leur admission dans les écoles fréquentées par des enfants blancs en vertu de lois exigeant ou permettant la ségrégation selon la race.
- Que cette ségrégation prive les plaignants (les parents) de l'égale protection des lois en vertu du quatorzième amendement.

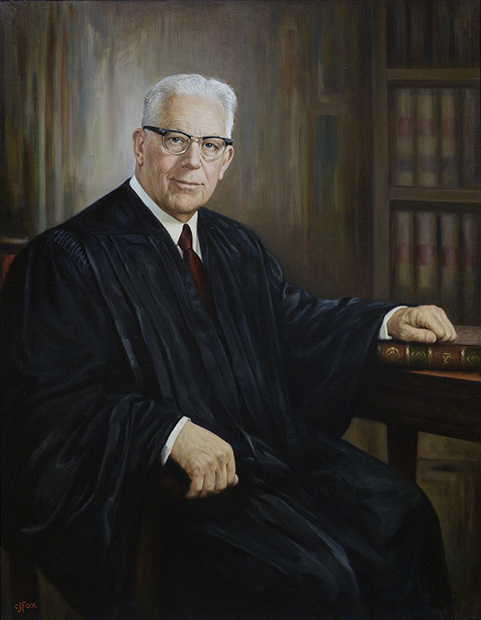
Earl Warren, président de la Cour suprême.

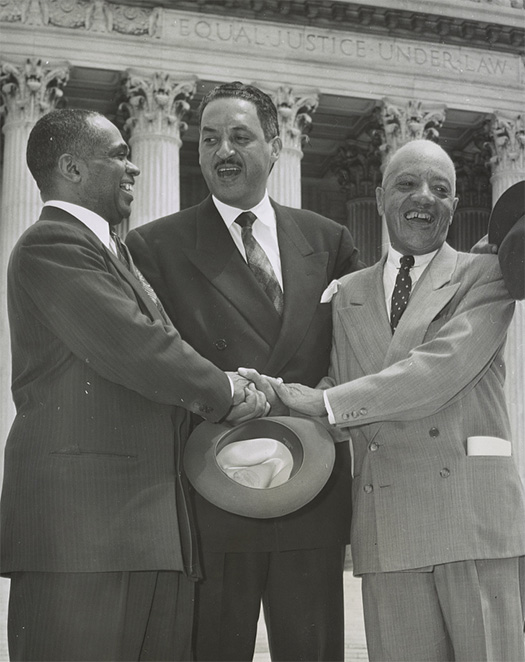
George Edward Chalmer Hayes, Thurgood Marshall et James Nabrit se félicitant de leur victoire en 1954.

- Que dans chacune des affaires sauf dans les deux cas du Delaware, un tribunal de district fédéral composé de trois juges a refusé de donner réparation aux plaignants sur la prétendue doctrine séparée mais égale découlant de l'arrêt Plessy v. Ferguson. En vertu de cette doctrine, l'égalité de traitement est accordée lorsque les communautés bénéficient de facilités substantiellement égales, même si ces facilités sont séparées. Dans le cas du Delaware, la Cour suprême du Delaware a adhéré à cette doctrine, mais a ordonné que les plaignants soient admis dans les écoles blanches en raison de leur supériorité sur les écoles noires.
- Que les écoles publiques séparées ne sont pas égales et ne peuvent être rendues égales, et que, par conséquent, elles sont privées de la protection égale des lois garantie par le XIVe amendement.

La Cour suprême sous la présidence du juge Earl Warren rend son arrêt le 17 mai 1954. Celui-ci dans ses attendus fait valoir que l'arrêt Plessy v. Ferguson, ne peut être retenu pour justifier la ségrégation scolaire car concernant non pas l'éducation mais le transport, constate « Nous arrivons alors à la question posée: la ségrégation des enfants dans les écoles publiques uniquement sur la base de la race, même si les installations physiques et autres facteurs "tangibles" peuvent être égaux, prive-t-elle les enfants du groupe minoritaire de l'égalité des chances en matière d'éducation? Nous pensons que c'est le cas.[...]Ces considérations s'appliquent avec plus de force aux enfants des écoles primaires et secondaires. Les séparer d'autres personnes d'âge et de qualifications similaires uniquement en raison de leur race suscite un sentiment d'infériorité quant à leur statut dans la communauté qui peut affecter leurs cœurs et leurs esprits d'une manière durable.[...] La ségrégation des enfants blancs et de couleur dans les écoles publiques a un effet néfaste sur les enfants de couleur. L'impact est plus grand lorsqu'elle a la sanction de la loi, car la politique de séparation des races est généralement interprétée comme dénotant l'infériorité du groupe noir . Le sentiment d’infériorité affecte la motivation de l’enfant à apprendre. La ségrégation sanctionnée par la loi a donc tendance à retarder le développement éducatif et mental des enfants noirs et à les priver de certains des avantages qu’ils recevraient. dans un système scolaire racial  intégré. », et conclut : « Nous concluons que dans le domaine de l'éducation publique, la doctrine de "séparés mais égaux" n'a pas sa place. Les établissements d'enseignement séparés sont intrinsèquement inégaux. Par conséquent, nous estimons que les plaignants et autres personnes dans une situation similaire pour lesquelles les actions ont été intentées sont, en raison de la ségrégation dénoncée, privés de l'égale protection des lois garanties par le quatorzième amendement. » ,,.

#### L'arrêt Brown v. Board II du 31 mai 1955
Juridiquement l'arrêt est une victoire car elle annule toutes lois ségrégationnistes issues de l'arrêt Plessy v. Ferguson, et prononce la fin de la ségrégation au sein des écoles publiques mais dans les faits c'est une semi-victoire, car l'arrêt ne donne aucun calendrier sur la fin de la ségrégation laissant sa mise en place aux procureurs généraux de chaque état,. C'est pourquoi est lancée une révision de l'arrêt avec des auditions qui ont lieu du 11 au 14 avril 1955, les fait énoncés montrent que la déségrégation des écoles varie d'un état à un autre, tout en prenant en compte les réalités de la mise en œuvre, les difficultés ne sauraient être utilisées à des fins dilatoires pour ajourner sine die l'effectivité de la déségrégation, aussi la Cour suprême arrête que « les tribunaux peuvent estimer qu'un délai supplémentaire est nécessaire pour exécuter la décision de manière efficace. Il incombe aux défendeurs d'établir que ce délai est nécessaire dans l'intérêt public et est compatible avec le respect de bonne foi le plus tôt possible. À cette fin, les tribunaux peuvent considérer des problèmes liés à l'administration, découlant de l'état physique de l'établissement scolaire, du système de transport scolaire, du personnel, de la révision des districts scolaires et des zones de fréquentation en unités compactes pour parvenir à un système de détermination de l'admission dans les écoles publiques sur une base non ethnique, et la révision des lois et règlements locaux qui peuvent être nécessaires pour résoudre les problèmes ci-dessus. Ils examineront également la pertinence de tout plan que les défendeurs pourraient proposer pour résoudre ces problèmes et pour effectuer une transition vers un système scolaire racialement non discriminatoire. Pendant cette période de transition, les tribunaux conserveront leur compétence sur ces affaires. ».

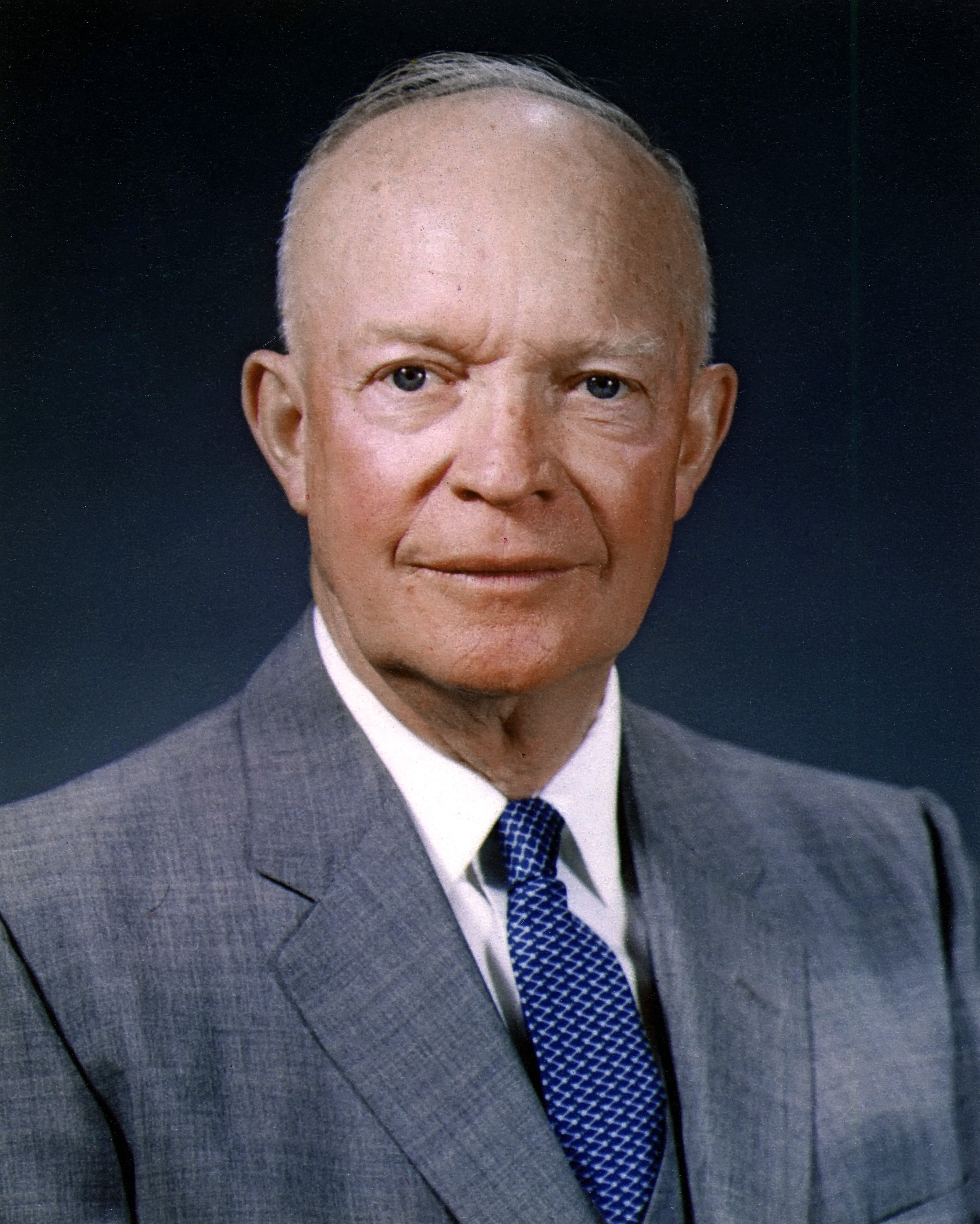
Le président Dwight D. Eisenhower

### L’événement
Après l'arrêt Brown v. Board of Education, certains États du Sud vont se rebeller et faire des manœuvres dilatoires pour en empêcher son application. Parmi ces États figure l'Arkansas. 
Les événements commencent le 2 septembre 1957, avec le refus de la Little Rock Central High School d'accepter en son sein neuf étudiants afro-américains : Minnijean Brown-Trickey, Elizabeth Eckford, Gloria Ray Karlmark, Melba Pattillo Beals, Thelma Mothershed-Wair, Ernest Gideon Green (en), Jefferson Thomas, Terrence Roberts (en) et Carlotta Walls LaNier (en),.

### La crise
Afin que ces étudiants ne puissent accéder à l'établissement d'enseignement secondaire, le gouverneur Orval Faubus, mobilise la Garde nationale de l'Arkansas. Cette crise, qui va durer trois semaines, entre dans l'histoire sous le nom des Little Rock Nine / les Neuf de Little Rock,.
Le 4 septembre 1957, le juge fédéral ordonne l'ouverture de la Central High School aux Neuf, en vain, la Garde nationale et une foule hostile empêchent de nouveau l'entrée des adolescents.
Le 9 septembre 1957, Martin Luther King alors président de la Montgomery Improvement Association (en), écrit au président Dwight D.Eisenhower pour qu'il puisse trouver une solution rapide au conflit, il est suivi par Woodrow Wilson Mann (en), le maire de Little Rock, favorable à la déségrégation qui lui aussi alerte le président Dwight D. Eisenhower. Face à cette crise le président Eisenhower négocie avec le gouverneur Orval Faubus et Woodrow Mann pour trouver une solution à l’amiable, mais les pourparlers aboutissent à une impasse.

### Le dénouement
Le 23 septembre 1957, Woodrow Mann envoie un télégramme au président Dwight D. Eisenhower pour qu'il fasse intervenir des troupes fédérales afin de faire appliquer la loi et d'user du recours à la force comme le prévoit le récent Civil Rights Act de septembre 1957,, télégramme dans lequel il dénonce les agitateurs menés par un stipendié d'Orval Faubus, Jimmy Karam. Immédiatement le Président Dwight D. Eisenhower promulgue l'ordre exécutif 10730 qui s'applique le 24 septembre, le gouverneur Orval Faubus est dessaisi de toute autorité sur la Garde nationale, celle-ci est renvoyée à ses cantonnements et la 101e division aéroportée intervient pour escorter et protéger les Neuf dans l'enceinte de la Little Rock Central High School, dénouant ainsi le conflit.
Durant ces événements une journaliste locale Daisy Bates est la porte parole des Neuf, elle les accompagne pour entrer à la Central High School, et écrit des articles repris dans la presse nationale qui feront des Neuf une affaire internationale,.

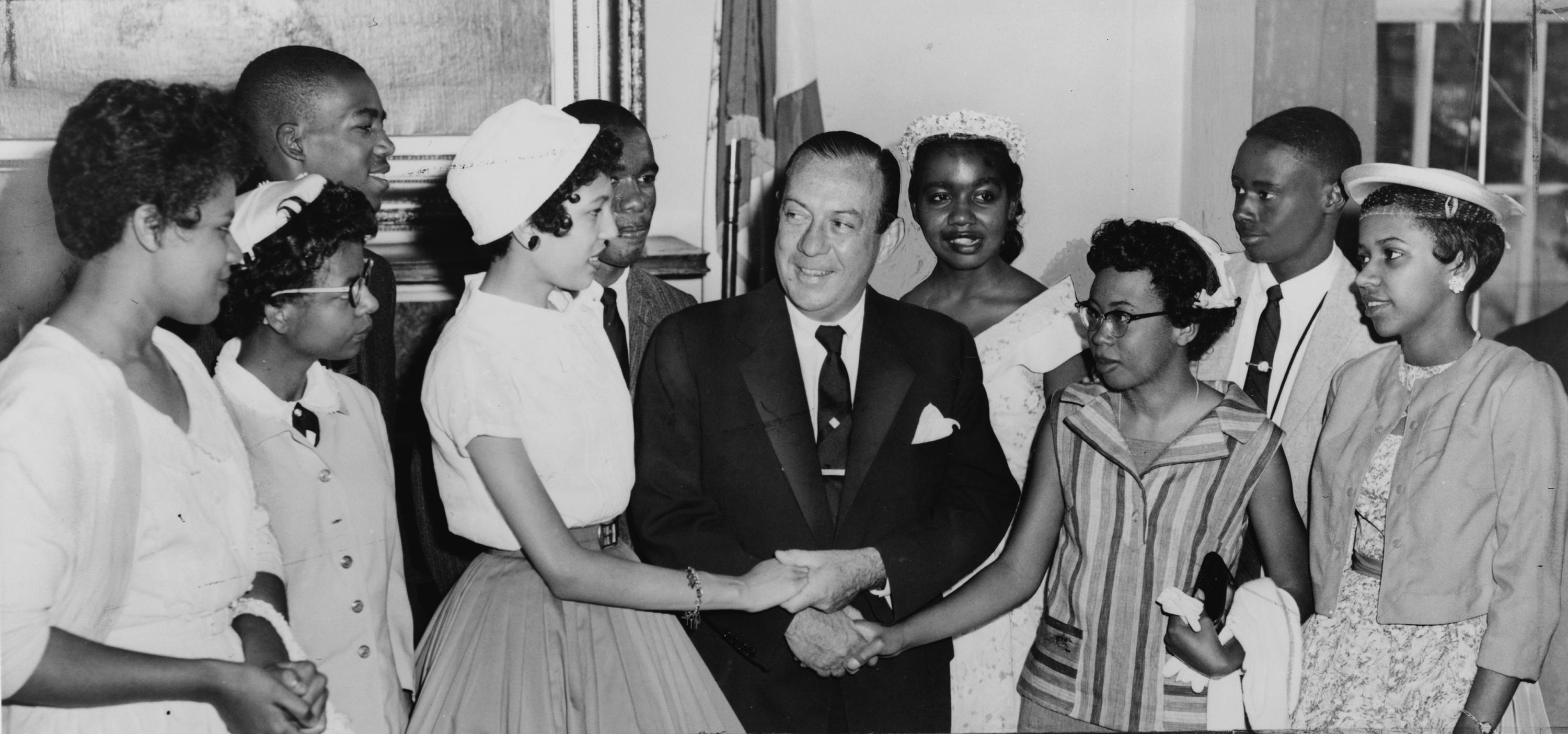
Le maire de New York Robert Wagner félicitant neuf adolescents qui intègrent la Central High School de Little Rock en 1958.

## Dans la culture populaire
Le contrebassiste de jazz Charles Mingus a composé Fables of Faubus en réaction à ces évènements. Les paroles visent directement le gouverneur Orval Faubus : Mingus demande à son batteur, Dannie Richmond : « Nomme-moi quelqu'un qui est ridicule, Dannie. – Gouverneur Faubus ! – Pourquoi est-il si malade et ridicule ? – Il veut interdire les écoles mixtes. – Dans ce cas c'est un fou ! [il hue] Nazi, fasciste, raciste ! »
Le titre figure sur l'album Mingus Ah Um, dans une version instrumentale, Columbia ayant eu peur des ennuis que les paroles pourraient lui attirer.
L'auteur Annelise Heurtier a également raconté cet épisode d'intégration dans son roman Sweet Sixteen.
Élise Fontenaille, Les 9 de Little Rock : histoire d'une chanson, Oskar, 2019, 85 p. (ISBN 9791021407015).
Une discrète référence à la crise de Little Rock est visible sur un journal dans une case de la bande dessinée Blake et Mortimer, La machination Voronov dont l'histoire se passe en partie au moment des faits.
Michèle Lalonde cite cet événement dans son célèbre poème Speak White.

## Documentaire
Le documentaire Nine from Little Rock a été réalisé par Charles Guggenheim en 1964 et a remporté l'Oscar du meilleur court métrage documentaire en 1965,.

## Pour en savoir plus

#### Essais
- (en-US) Alex Haley (dir.) et Richard Kelso (ill. , Mel Williges), Days of Courage : The Little Rock Story, Austin, Texas, Raintree Steck-Vaughn (réimpr. 1993) (1re éd. 1991), 100 p. (ISBN 9780811472302, OCLC 522576587, lire en ligne),
- (en-US) Elizabeth Jacoway, Understanding the Little Rock Crisis: An Exercise in Remembrance and Reconciliation, Fayetteville, Arkansas, University of Arkansas Press, 1999, 216 p. (ISBN 9781557285300, lire en ligne),
- (en-US) Carolyn Clark, Little Rock Nine, New York, Scholastic, 2002, 20 p. (ISBN 9780439351881, lire en ligne),
- (en-US) Jake Miller, The Little Rock Nine : Young Champions for School Integration, New York,, PowerKids Press, 2004, 30 p. (ISBN 9780823962525, lire en ligne),
- (en-US) Kasey S. Pipes, Ike's Final Battle : The Road to Little Rock and the Challenge of Equality, Los Angeles, Californie, World Ahead Publishing (réimpr. 2010) (1re éd. 2007), 384 p. (ISBN 9780977898459, lire en ligne),
- (en-US) Stephanie Fitzgerald, The Little Rock Nine : Struggle for Integration, Minneapolis, Minnesota, Compass Point Books, coll. « Snapshots in history » (réimpr. 2007) (1re éd. 2006), 104 p. (ISBN 9780756520113, OCLC 63472596, lire en ligne),
- (en-US) Elizabeth Jacoway, Turn Away Thy Son : Little Rock, The Crisis that Shocked the Nation, Fayetteville, Arkansas, University of Arkansas Press (réimpr. 2008) (1re éd. 2007), 520 p. (ISBN 9781557288783, OCLC 1022880489, lire en ligne),
- (en-US) Mara Miller, School Desegregation and the Story of the Little Rock Nine, Berkeley Heights, New Jersey, Enslow Publishers, 2008, 136 p. (ISBN 9780766028357, lire en ligne),
- (en-US) Marshall T. Poe (ill. Ellen Lindner), Little Rock Nine, New York, Aladdin Paperbacks, coll. « Turning Points », 2008, 132 p. (ISBN 9781416950660, lire en ligne),
- (en-US) Carlotta Walls LaNier et Lisa Frazier Page, A Mighty Long Way : My Journey to Justice at Little Rock Central High School, New York, One World Ballantine Books (réimpr. 2023) (1re éd. 2009), 340 p. (ISBN 9780345511003, lire en ligne),
- (en-US) Terrence Roberts, Lessons from Little Rock, Little Rock, Arkansas, Butler Center Books (réimpr. 2013) (1re éd. 2009), 196 p. (ISBN 9781935106111, OCLC 351296260, lire en ligne),
- (en-US) Karen Anderson, Little Rock: Race and Resistance at Central High School, Princeton, New Jersey, Princeton University Press, 2010, 352 p. (ISBN 9780691092935, lire en ligne),
- (en-US) Gary Jeffrey, The Little Rock Nine and the Fight for Equal Education, New York, Gareth Stevens Pub., coll. « A Graphic History of the Civil Rights Movement », 2012, 32 p. (ISBN 9781433974830, lire en ligne),
- (en-US) Diane Andrews Henningfeld, Little Rock Nine, Farmington Hills, Michigan, Greenhaven Press, coll. « Perspectives on Modern World History », 2014, 216 p. (ISBN 9780737763683, lire en ligne),
- (en-US) Rachel Tisdale, The Little Rock Nine, New York, PowerKids Press, coll. « We shall overcome », 2014, 40 p. (ISBN 9781477760574, lire en ligne),
- (en-US) David Aretha, Little Rock Nine and School Desegregation, Berkeley Heights, New Jersey, Enslow Publishers, Inc., coll. « The Story of the Civil Rights Movement in Photographs », 2014, 52 p. (ISBN 9780766042353, lire en ligne),
- (en-US) Carla Mooney, Little Rock Nine, Minneapolis, Minnesota, Core Library / Abdo Publishing, coll. « Stories of the Civil Rights Movement », 2015, 56 p. (ISBN 9781624038808, lire en ligne),
- (fr) Thomas Snégaroff, Little Rock, 1957 : l'histoire des neuf lycéens noirs qui ont bouleversé l'Amérique, 10/18, 5 septembre 2019, 312 p. (ISBN 9782264073990, lire en ligne).

#### Articles anglophones
- « In Honor of the Little Rock Nine », The Journal of Blacks in Higher Education, no 49,‎ automne 2005, p. 37 (1 page) (lire en ligne ),
- « Fifty Years Ago: The Little Rock Nine Integrate Central High School in Little Rock, Arkansas », The Journal of Blacks in Higher Education, no 57,‎ automne 2007, p. 5 (1 page) (lire en ligne ),
- Conra D. Gist, « Hallowed Be Your Name: Searching for the Spirit of Justice in the Little Rock Nine Crisis and New Millennium », Black History Bulletin, vol. 78, no 2,‎ 2015, p. 6-21 (16 pages) (lire en ligne ),